# هنری کابوت لاج، جونیور
هنری کابوت لاج، جونیور (به انگلیسی: Henry Cabot Lodge, Jr.) سناتور سابق عضو حزب جمهوری‌خواه ایالات متحده آمریکا بود. وی در سال ۱۹۳۷ تا ۱۹۴۴ و ۱۹۴۷ تا ۱۹۵۳ میلادی سناتور ایالت ماساچوست در سنای ایالات متحده آمریکا بود.